# 嘉定州 (元朝)
嘉定州，元朝时设置的州。
元贞元年（1295年），升嘉定县置，治所在今上海市嘉定区嘉定城。属平江路。明朝洪武二年（1369年），仍降为县，属苏州府。